# Kraven el Cazador (Ana Kravinoff)
Ana Kravinoff, también conocida como la tercera Kraven el Cazador, es una supervillana Rusa que aparece en los cómics estadounidenses publicados por Marvel Comics. Ella es la hija de Kraven el Cazador, la sobrina del Camaleón, la hermana de Vladimir Kravinoff, y la media hermana de Aloysha Kravinoff.

## Historial de publicaciones
Ana Kravinoff apareció por primera vez en The Amazing Spider-Man # 565 y fue creada por Marc Guggenheim, Joe Kelly, Mike McKone y Phil Jiménez. Más tarde se revela que es NuHuman en All-New Inhumans Issue # 6.

## Biografía del personaje ficticio
Anastasia "Ana" Tatiana Kravinoff es una niña de 12 años que es la primera mujer en tomar el nombre de Kraven el Cazador. La primera vez que aparece rastrea a Spider-Man en su apartamento, pero cree equivocadamente que el compañero de habitación de Peter Parker, Vin Gonzales, era él. Luego arruina metódicamente la vida de Vin y lo captura. A pesar de las afirmaciones de Vin de que él no era Spider-Man, Kraven se preparó para cazarlo, pero fue detenido por el verdadero Spider-Man que vestía el disfraz de Daredevil (que tenía párpados para que él pudiera verlo). Al final, se revela que ella es la hija de Kraven por una mujer llamada Sasha Aleksandra Nikolaevich (también madre del fallecido Vladimir Kravinoff) Recientemente, ella y su madre se propusieron formar una alianza de villanos de Spider-Man para vengarse del ladrón de muros y secuestrar a Madame Web. También contrataron a Deadpool para mantenerlo distraído mientras secuestraban a Mattie Franklin. Su plan de venganza jugará un papel importante en el Gauntlet. Ana y Sasha más tarde se encontrarán con Alyosha Kravinoff quien les ayuda a prepararse para la "Grim Hunt", donde comienzan a perseguir a Kaine.
Ana ayuda a su medio hermano Aloysha Kravinoff a intentar secuestrar a Arachne, solo para encontrarse con Spider-Man que los repele. Ana junto a Alyosha, Electro y Diablo estuvieron presentes cuando Sasha sacrificó a Mattie Franklin como parte de un ritual de reavivamiento que resucitó a Vladimir Kravinoff como una criatura león humanoide. Ana junto a Vladimir y Alyosha atacaron a Anya Corazon, solo para terminar peleando con Spider-Man, Arachne, Kaine y Ezekiel (quien en realidad era el medio tío de Ana, Camaleón disfrazado). Los Kravinoff lograron dominarlos y huir con Anya y Arachne. Después de que Cameleón se despoja de su disfraz y Spider-Man sucumbe parcialmente a las drogas que los Kravinoff le dieron, Ana estuvo presente cuando Kaine (vestido como Spider-Man) fue asesinado como sacrificio como parte de un ritual que revivió a su padre, Sergei Kravinoff. Después de la resurrección, Sergei se familiariza con su familia. Cuando Kraven regresa después de evitar que Vladimir ataque a los cautivos, se le muestra que no tiene sentido de control al atacar a Ana hasta que Ana lo apuñala en el corazón en defensa propia. Sergei se recupera afirmando que Sasha lo restauró con sangre corrompida o la "no vida" como él lo dice. Cuando la familia Kravinoff fue derrotada, Ana junto con los otros Kravinoff escaparon a la Tierra Salvaje. Después de que Sasha y Vladimir son asesinados por Kraven y Alyosha huye, ella sale corriendo a buscar a Alyosha para demostrar su valía a Kraven. Ella le dice a Kraven que si puede acabar con Alyosha, Kraven debería entrenarla y ayudar a reconstruir la familia Kravinoff. De lo contrario, se olvidará de la familia.
Ana luego ataca a Anya Corazon (que ahora opera como Spider-Girl) en un intento de terminar la cacería que comenzó durante The Grim Hunt. Aunque obviamente es la luchadora más fuerte, Ana finalmente es derrotada gracias a la experiencia de Spider-Girl en la lucha en la ciudad de Nueva York. Ella luego es encarcelada.
Ana más tarde escapa del encarcelamiento y se dirige a Houston para cazar a Kaine (la Araña Escarlata actual). Ana y su hermano Aloysha le dieron los golpes de muerte a Kaine que llevaron a su sangre a resucitar a su padre Kraven el Cazador. Sin embargo, como Kaine fue resucitado poco después para que haya equilibrio entre Cazadores y Arañas, queda por ver qué otros motivos tiene Ana para Kaine ya que hay visiones de un futuro oscuro para la Araña Escarlata.
Con la ayuda de Ana, Kraven secuestró a los amigos de Kaine para motivar a la Araña Escarlata a luchar contra él. Al final, Kaine le dio a Kraven un golpe fatal en el pecho, que paralizó su corazón. Pero usando el mismo ataque, Kaine lo devolvió a la vida supuestamente aún rompiendo la maldición. Después de la pelea, ambos Kravens desaparecieron.
Ana Kravinoff luego sirvió como guía para los Inhumanos, Gorgon y Flint. Ella los llevó a las Montañas Chimanimani de Mozambique, África, donde encontraron la ciudad Inhumana oculta de Utolan. Durante este tiempo, Ana revela que tiene ascendencia inhumana por parte de su madre, algo que descubrió mientras cazaba a los miembros de la familia de su madre (y por lo que su padre trató de matarla cuando ella se lo contó). Ella vino a Utolan en busca de una cura, pero fue sedado por orden de la concejala Sanara, quien tomó parte de su material genético para usar en las prácticas basadas en la eugenesia de la ciudad. Ana logró escapar y persiguió a Sanara. Ella estuvo expuesta a la Niebla Terrigena durante su caza que despertó sus genes inhumanos. Mientras se prepara para matar a Sanara, Ana nota que es hora de "abrazar [su] naturaleza".

## Poderes y habilidades
Ana Kravinoff posee algo de la fuerza y velocidad sobrehumanas de su padre. También es una experta en artes marciales, donde es la maestra de Krav Maga. Ana también tiene habilidades de seguimiento experto y una mente brillante y, a menudo despliega trampas elaboradas para sorprender a sus enemigos.
Cuando se trata de armas, Ana usa una variedad de armas como espadas, hachas, bastones, bastones, bastones, látigos y lanzas. Para armas a distancia, Ana tiene gran precisión cuando usa una variedad de armas a distancia como armas, arco y flechas, ballestas, rifles de francotirador, dardos voladores, boleadoras, lanzas, y bumeranes donde raramente extraña a su objetivo cuando los usa.
Ana posee un buen conocimiento de medicina, así como de venenos exóticos, drogas, plantas, tranquilizantes y sus efectos sobre la anatomía humana y animal.